# Eupithecia ogilviata
Eupithecia ogilviata là một loài bướm đêm trong họ Geometridae.